# ヘンリー・バージェヴィン

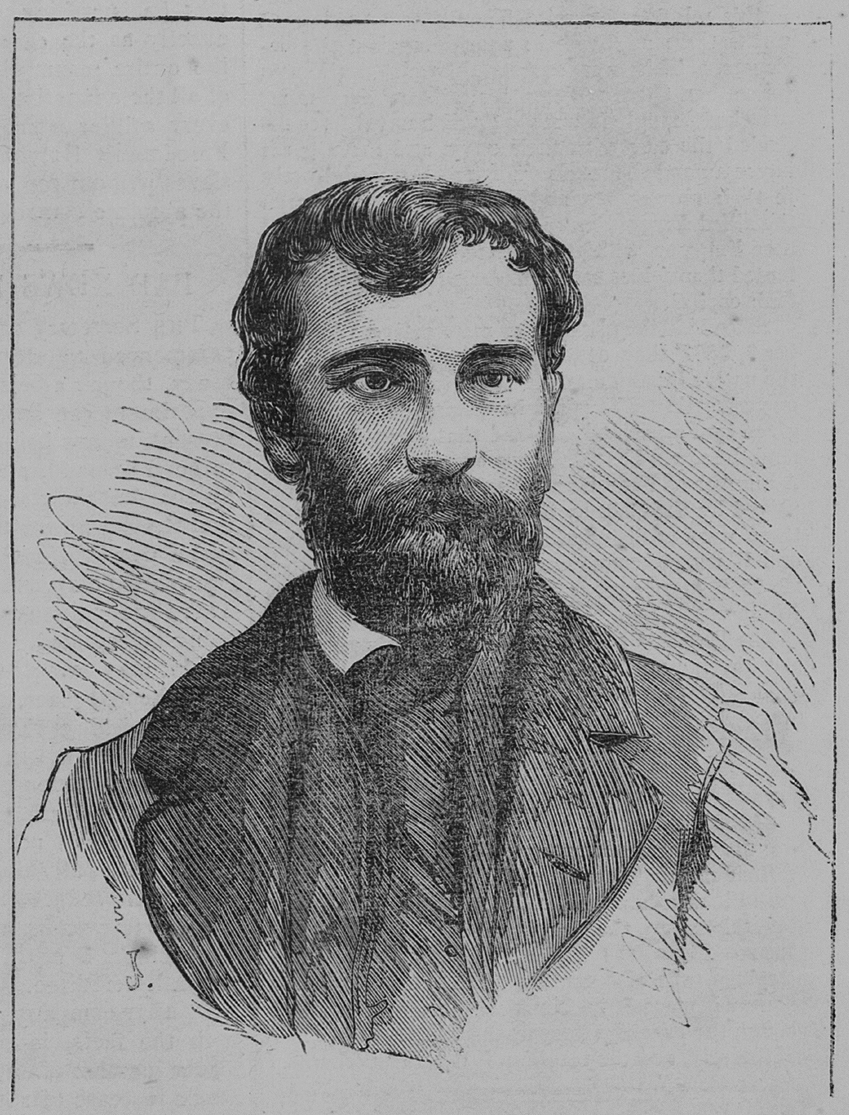
ヘンリー・バージェヴィン

ヘンリー・バージェヴィン（Henry Andres Burgevine ,1836年 - 1865年）は、アメリカ合衆国の軍人。中国名は白斉文。

## 生涯
アメリカ合衆国ノースカロライナ州出身、父親はフランスの軍人であった。清に来て常勝軍に加入し、太平天国との戦いにあたった。初代隊長のフレデリック・タウンゼント・ウォードが戦死した後、第2代隊長となった。
彼と清朝の役人との関係は良くなく、道員の楊坊を殴打して軍資金4万余元を奪ったとして、江蘇巡撫の李鴻章によって隊長を解任された。1863年7月、憤激した彼は一部の部下たちとともに太平天国軍に身を投じた。そして当時蘇州を守備していた慕王譚紹光から兵の教練を任されることとなった。バージェヴィンは本来独立した一軍を率いることを期待していたが、実際には少数の部隊しか与えられず失望していたところに、戦況が悪化していることもあって、10月に常勝軍のチャールズ・ゴードンのもとに投降した。
上海に戻った後、アメリカ領事によって日本に護送され、再入国を禁止された。1864年2月に上海に戻ったが、アメリカ領事によって日本に送り返された。1865年、漳州に拠る侍王李世賢に合流しようとしたが、その途中廈門で捕らえられた。清の役人は護送途中に彼を溺死させたが、アメリカ側の抗議を恐れて不慮の事故だったと発表した。